# Atrichopogon pruinosus
Atrichopogon pruinosus är en tvåvingeart som beskrevs av Jean-Jacques Kieffer 1921. Atrichopogon pruinosus ingår i släktet Atrichopogon och familjen svidknott.
Artens utbredningsområde är Taiwan. Inga underarter finns listade i Catalogue of Life.